# 澤列涅 (博布羅維齊亞區)
50°49′4″N 31°40′40″E / 50.81778°N 31.67778°E
澤列涅（烏克蘭語：Зелене），是烏克蘭北部的村莊，隸屬切爾尼希夫州的尼任區。該村始建於1939年，面積0.95平方公里，海拔高度132米，2006年人口91，人口密度每平方公里95.39人。